# Palicourea deviae
Palicourea deviae är en måreväxtart som beskrevs av Charlotte M. Taylor. Palicourea deviae ingår i släktet Palicourea och familjen måreväxter. Inga underarter finns listade i Catalogue of Life.